# Chelonus fatigatus
Chelonus fatigatus är en stekelart som först beskrevs av Papp 1981.  Chelonus fatigatus ingår i släktet Chelonus och familjen bracksteklar. Inga underarter finns listade i Catalogue of Life.